# Risto Björlin
Risto Björlin   (Vaasa, 9 de desembre de 1944) és un ex-lluitador finlandès, especialista en lluita grecoromana, que va competir durant les dècades de 1960 i 1970.
Durant la seva carrera esportiva va disputar tres edicions dels Jocs Olímpics. El 1964 i 1968 sense sort, mentre el 1972, a Múnic, guanyà la medalla de bronze en la prova del pes gall del programa de lluita grecoromana. En el seu palmarès també destaquen una medalla d'or, una de plata i una de bronze al Campionat d'Europa de lluita, cinc campionats nòrdics del pes gall, dos de Finlàndia del pes gall i un del pes mosca.